# ドゥビー
ドゥビー（Dubí [ˈdubiː]）は、チェコの都市。別名はアイヒヴァルト（ドイツ語: Eichwald）。
温泉と、青い装飾の付いた陶器で有名な陶芸の町でもある。

## 歴史
dub も Eich もオークの一種。

## 姉妹都市
- アルンシュタット、テューリンゲン、ドイツ